# Corts de Barcelona (1493)
Les Corts de Barcelona de 1493 foren convocades per Ferran el Catòlic, sent Joan de Peralta el President de la Generalitat de Catalunya. Se celebraren al monestir de Santa Anna de Barcelona. En aquestes Corts es decideix fer les eleccions a diputats i oïdors pel sistema d'insaculació i no per assignació directa com havia estat els darrers dos triennis. Cada estament de la institució constituïa una delegació per a determinar el nom de les persones que proposava per ocupar els càrrecs. Aquests noms, s'introduïen en unes bosses de les quals s'extreien, a l'atzar, els noms dels nominats. Aquest sistema afavoria la proposició de noms de determinats oficis o famílies, a més de no garantir que l'elegit fos el més capacitat per al càrrec. Ferran el Catòlic proposà aquesta fórmula, ja que podia influir a través de les Corts en els noms a incloure i evitava el dret de vet constitucional que existia en el sistema anterior. Es redacten unes noves constitucions catalanes que es publiquen el 14 de febrer de 1494.